# Lijst van vorsten genaamd Alexander
Alexander was de naam van de volgende heersers:

## Alexander
- Alexander van Byzantium, keizer (912-913)
- Alexander de Goede, vorst van Moldavië (1400-1432)
- Alexandru Cornea, vorst van Moldavië (1540-1541)
- Alexardru Lapusneanu, vorst van Moldavië (1552-1561,1564-1568)
- Alexandru cel Rau, vorst van Walachije en van Moldavië (1592)
- Alexandru Movilă, vorst van Moldavië (1615-1616)
- Alexandru Ilias, vorst Walachije en van Moldavië (1620-1621,1631-1633)
- Alexandru Coconul, vorst van Moldavië (1629-1630)
- Alexandru Mavrocordat, vorst van Moldavië (1782-1785)
- Alexandru Mavrocordat, vorst van Moldavië (1785-1786)
- Alexander Ypsilanti, vorst van Walachije en van Moldavië (1786-1788)
- Alexandru Moruzi, vorst van Walachije en van Moldavië (1792,1802-1806,1806-1807)
- Alexandru Callimachi, vorst van Moldavië (1795-1799)
- Alexandru Sutu, vorst van Walachije en van Moldavië (1801-1802)
- Alexandru Hangeril, vorst van Moldavië (1807)
- Alexandru Ghica, vorst van Walachije (1766-1768,1834-1842)
- Alexander van Lippe-Detmold, vorst (1895-1905)

## Alexander I
- Alexander I van Rusland, tsaar (1801-1825)
- Alexander I van Macedonië, koning (494-450 v.Chr.)
- Alexander I van Epirus, koning (342-323 v.Chr.)
- Alexander I Balas, koning van Syrië (150-145 v.Chr.)
- Alexander I, koning van Egypte (114-88 v.Chr.)
- Alexander I van Schotland, koning (1107-1124)
- Alexander I van Gulik, prins-bisschop (1128-1135)
- Alexander I van Imeretië, koning (1372-1389)
- Alexander I van Georgië, de Grote, koning (1412-1424)
- Alexander I van Kachetië, koning (1476-1511)
- Alexander I van Polen, koning (1501-1506))
- Alexander I van Griekenland, koning (1917-1920)
- Alexander I van Joegoslavië, koning (1921-1934)
- Alexandru I Aldea, vorst van Walachije (1431-1436)
- Alexander I van Servië, vorst (1842-1858)
- Alexander Johan I van Roemenië, vorst (1859-1866)
- Alexander I van Bulgarije, vorst (1879-1886)

## Alexander II
- Alexander II van Rusland, tsaar (1855-1881)
- Alexander II van Macedonië, koning (370-368 v.Chr.)
- Alexander II van Epirus, koning
- Alexander II Zabinas, koning van Syrië (128-123 v.Chr.)
- Alexander II, koning van Egypte (81-80 v.Chr.)
- Alexander II van Schotland, koning (1214-1249)
- Alexander II van Imeretië, koning van Imeretië (1483-1510)
- Alexander II van Kachetië, koning (1574-1605)
- Alexander II van Imeretië, koning van Georgië (1478)
- Alexandru II Mircea, vorst van Walachije (1568-1574,1574-1577)

## Alexander III/...
- Alexander III van Rusland, tsaar (1881-1894)
- Alexander III van Macedonië, de Grote, koning (356-323 v.Chr.)
- Alexander III van Schotland, koning (1249-1286)
- Alexander III van Imeretië, koning van Imeretië (1639-1660)
- Alexander III van Kachetië, koning van Kachetië (1736-1738)
- Alexander IV Aegus, koning van Macedonië (317-311 v.Chr.)
- Alexander IV van Imeretië, koning van Imeretië (1683-1695)
- Alexander V van Macedonië, koning (296-294 v.Chr.)
- Alexander V van Imeretië, koning van Imeretië (1720-1751)

## Alexander ...
- Alexander Janneüs, koning van Judea (103-76 v.Chr.)
- Alexandra Salome, koningin van Judea (76-67 v.Chr.)
- Alexander Nevski, grootvorst van Vladimir (1252-1263)
- Alexander Michailovitsj, grootvorst van Vladimir (1326-1327)
- Alessandro Sforza, heer van Pesaro (1445-1473)
- Alessandro de' Medici, hertog van Florence (1532-1537)
- Alexander Petrovitsj Tomasov, gouverneur van Georgië (1809–1811)
- Alexander Karel van Anhalt-Bernburg, hertog (1834-1863)
- Alexander Ivanovitsj Neidhart, gouverneur van Georgië (1842–1844)
- Alexander Ivanovitsj Barjatinskij, onderkoning van Georgië (1856–1862)
- Alexander Michailovitsj Dondokov-Korsakov, onderkoning van Georgië (1881–1890)
- Alexander Frederik van Hessen-Kassel, landgraaf (1888-1925)
- Alexander Obrenović, koning van Servië (1893-1903)

## Kerkelijke heersers
- Alexander van Constantinopel, patriarch (314-337)
- Alexander I, paus (ca. 105-ca. 115)
- Alexander van Alexandrië, koptisch paus (313-328)
- Alexander II, paus (1061-1073)
- Alexander II van Alexandrië, koptisch paus (702-729)
- Alexander III, paus (1159-1181)
- Alexander IV, paus (1254-1261)
- Alexander V, tegenpaus (1409-1410)
- Alexander VI, paus (1492-1503)
- Alexander VII, paus (1655-1667)
- Alexander VIII, paus (1689-1691)